# Teatre popular

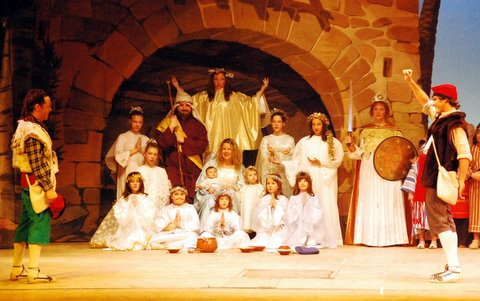
Els pastorets

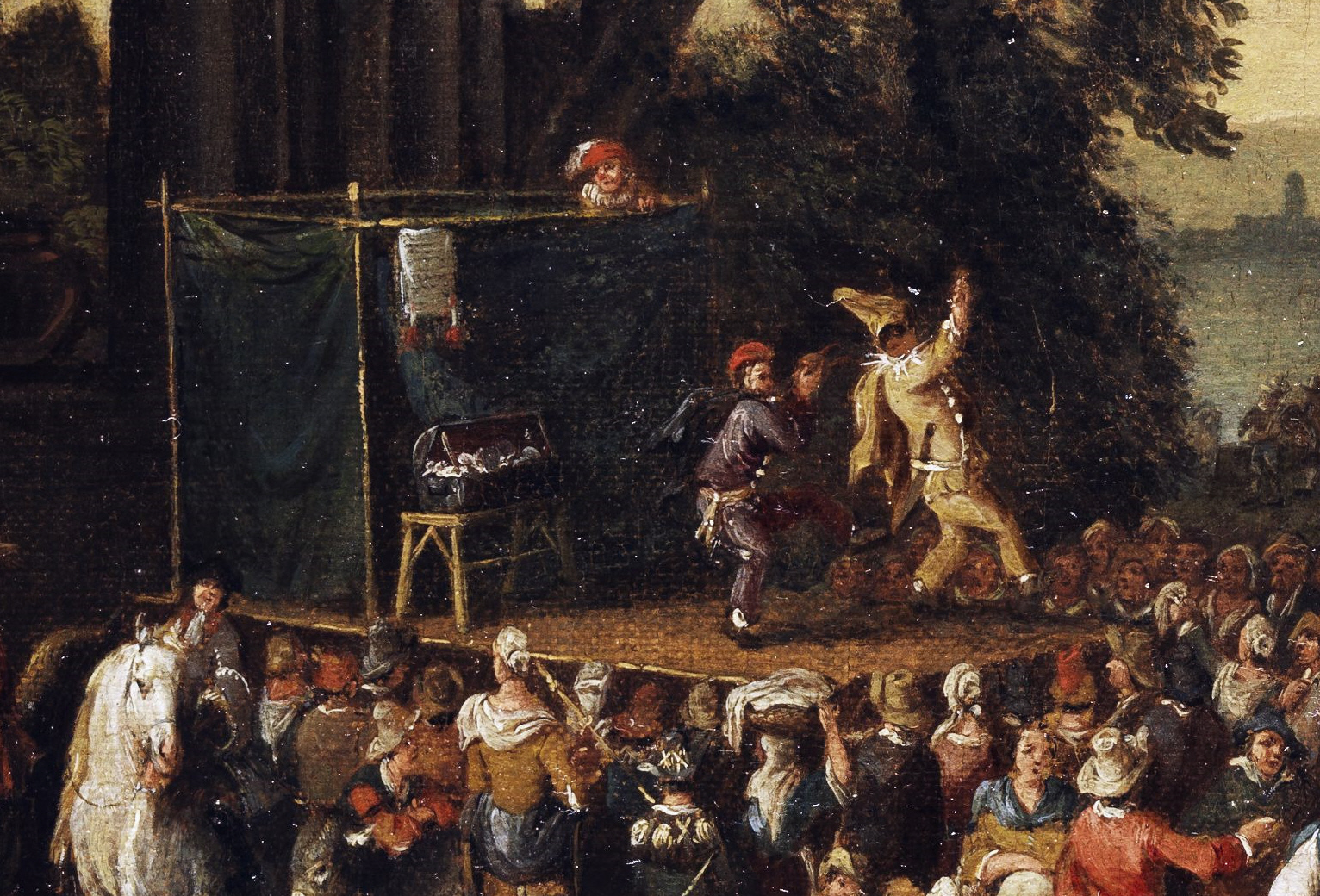
El teatre popular ha influït en autors de la talla de Shakespeare, Molière, Marivaux i Goldoni, entre d'altres

Teatre popular és un terme molt genèric en el que entra el conjunt de manifestacions dramàtiques més o menys elaborades propis de la cultura popular, és a dir que no té un autor o autors coneguts o registrats i que s'han anat desenvolupant i transmetent per tradició oral o escrita. Poden incloure dansa, música i cançons, desfilades, màgia i altres gèneres d'arts escèniques, ja que no sempre aquests han estat estrictament separades de la manera que es poden classificar ara, i de fet actualment també es fusionen en nombrosos espectacles. Les més antigues van tenir lloc abans de la utilització de la parla i solien estar relacionades amb rituals.

## Història
A Europa, a partir del segle vi, van tenir lloc successives invasions dels pobles anomenats bàrbars, que van esborrar pràcticament totes les manifestacions culturals precedents. A partir del segle ix, després de les invasions de Carlemany, amb els pobles més pacificats entre ells, es van començar a promoure noves manifestacions culturals dramàtiques, aquest cop al voltant de la religió cristiana: misteris, La Passió, Els Pastorets, el Misteri d'Elx, etc. (Vegeu teatre religiós). Paral·lelament, es creaven espectacles pagans d'entreteniment i crítica social, amb joglars, bufons, acròbates, etc. cada vegada més sofisticats, destacant per exemple la commedia dell'arte. Des d'aleshores han continuat apareixent sempre noves formes de teatre popular, fins a l'actualitat. L'actual el relacionem amb el teatre aficionat o amateur.
Alguns d'aquests espectacles, apareguts en qualsevol moment de la història, s'han anat transmetent de generació en generació i es presenten en l'actualitat de vegades etiquetats com a "teatre tradicional". Altres han anat evolucionant donant lloc a noves formes escèniques, populars o no, al llarg de la història. Molts s'han perdut. D'alguns se n'ha recuperat informació mitjançant la recerca. Tots han influït en la personalitat del teatre passat i actual, tant de manera indirecta al llarg dels anys i la progressiva construcció d'aquesta, com directament, com a font d'inspiració, volguda recuperació i fins i tot com a entrenament actoral per a altres gèneres. (Vegeu Història del teatre).

## Característiques

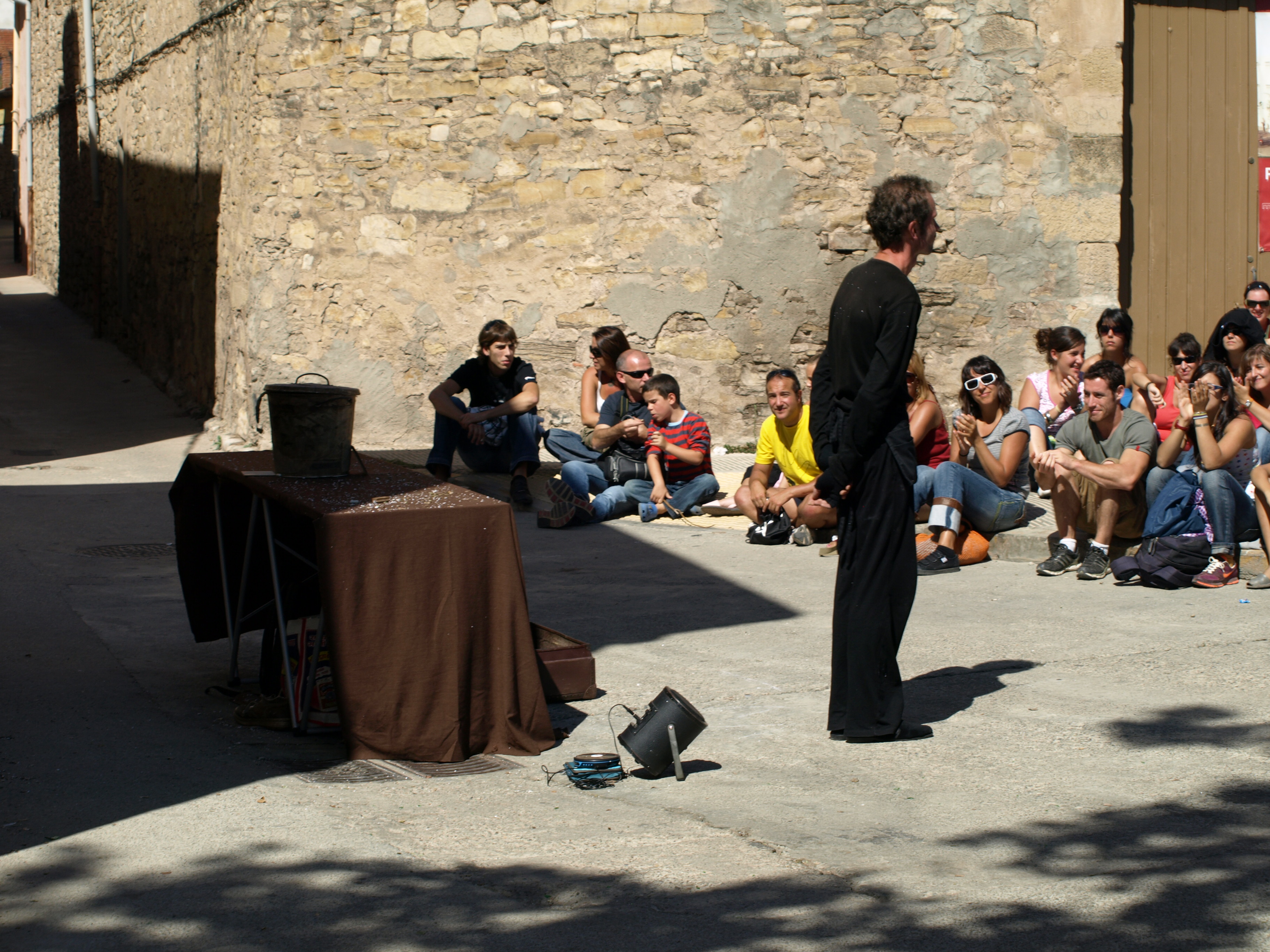
El teatre de carrer es considera teatre popular en el sentit que és obert a tothom

Des de l'època de la Grècia antiga ha existit el debat sobre si el teatre havia de ser de consum elitista o per a tothom, és a dir, per al poble, popular. A la creació de qualsevol espectacle cal tenir en compte a quin públic està adreçat i al llarg dels temps hi ha hagut autors que amb diferents criteris han escollit diverses opcions. D'altra banda, algunes escoles de teòrics, sobretot des del punt de vista de la literatura (pel que faria al text, que és un element que pot haver a un espectacle) separen entre "teatre culte" i "teatre popular" als seus estudis.
El terme "teatre popular" amb la idea filosòfica, social i política que fos una manifestació cultural de tothom va aparéixer en el context de la Revolució Francesa i va tornar a prendre importància a Europa a l'època de la Revolució Industrial i entre les dues guerres mundials. A aquesta segona època pertany el dit teatre d'idees, que ha anat evolucionant al llarg dels segles XX i XXI. Actualment el teatre com a eina d'intervenció social es manifesta en el teatre de l'oprimit, i en general el teatre social, per exemple.

## A Catalunya
L'investigador i historiador del teatre Xavier Fàbregas diu que el teatre popular és aquell que fa el poble i per al poble. El poble, doncs, produeix els espectacles d'una manera desinteressada, amateur, i alhora n'és l'espectador. A Catalunya el teatre, entès des del vessant més ampli possible, és immensament ric en tota mena de representacions, tant al carrer com a cobert. Processons, cercaviles, retaules, passions, balls parlats, etc. conformen aquest patrimoni immaterial tan interessant.
És un fenomen singular, que no es repeteix pas a la resta d'Europa amb aquesta intensitat. I sembla tenir una explicació. Un altre investigador del teatre, Francesc Massip, ho justifica així: «La cultura catalana, privada del suport estatal necessari per a la creació d'un teatre nacional modern quan ho fan les distintes cultures europees, durant el segle xvi (teatre elisabetià, classicisme francès, comèdia italiana, segle d'or espanyol), es va refugiar en l'àmbit més irreductible, això és, en l'esfera de la festa i l'espectacle popular, generalment de tema religiós. D'aquesta manera, les representacions tradicionals d'arrel medieval han suposat la més fidel continuïtat d'una activitat dramàtica ininterrompuda. De fet, no hi ha a Europa un país ni una cultura que hagin conservat amb tanta puixança una tradició passionística com la catalana.»
A Barcelona el teatre popular es manifesta en els pastorets, en les representacions hagiogràfiques o de caràcter religiós, els pessebres vivents, representacions històriques o temàtiques, el cant de la Sibil·la, etc.